# Дети (Игра престолов)
«Дети» (англ. The Children) — десятый и финальный эпизод четвёртого сезона фэнтезийного сериала канала HBO «Игра престолов», и 40-й во всём сериале. Эпизод был написан создателями сериала Дэвидом Бениоффом и Д. Б. Уайссом, и был снят режиссёром Алексом Грейвзом. Премьера состоялась 15 июня 2014 года.
«Дети» получил всеобщее признание от критиков, отметивших Брана, добравшегося до Чардрева, сцены смерти Шаи и Тайвина Ланнистера, а также сцены драки между Бриенной и Сандором «Псом» Клиганом.

## Сюжет

### В Миэрине
К Дейенерис Таргариен (Эмилия Кларк) приходит гражданин, желающий обратной продажи себя в рабство, ибо не знает, как ему жить свободным человеком. Дейенерис нехотя выполняет его просьбу, разрешая ему оформить контракт на год с его бывшим хозяином. Следующий в очереди гражданин приносит обугленные останки его трёхлетней дочери, которую убил Дрогон. В то время как Дрогон не вернулся, Дейенерис, плача, в качестве меры предосторожности заковывает двух других своих драконов в катакомбах.

### За Стеной
Джон Сноу (Кит Харингтон) встречается с Королём-за-Стеной Мансом-налётчиком (Киаран Хайндс) якобы для того, чтобы обсудить конец их конфликта, хотя на самом деле Джон планирует убить его. Их переговоры прерываются ударом кавалерии во главе со Станнисом Баратеоном (Стивен Диллэйн) по лагерю одичалых. Манс с остатками войска сдаётся Станнису и сиру Давосу (Лиам Каннингем), и хотя Баратеон хочет сразу убить его, Джон убеждает взять его в плен, так как Манс однажды оказал ему подобную милость. После церемонии сожжения тел погибших братьев Ночного Дозора, Джон сжигает останки Игритт (Роуз Лесли) по просьбе Тормунда (Кристофер Хивью) к северу от Стены.
Следуя на север, Бран Старк (Айзек Хэмпстед-Райт) и его компаньоны достигают своего места назначения: огромное Древо-сердце из видения Жойена Рида (Томас Броди Сангстер). Когда они подходят к дереву, на них нападают поднявшиеся из-под земли и снега скелеты. Жойен погибает, а Бран, Ходор (Кристиан Нэрн) и Мира Рид (Элли Кендрик) спасены Ребёнком Леса (Октавия Селена Александру). Дитя отводит группу в пещеру под Древом-сердцем, где их встречает старик, сидящий среди корней дерева (Струан Роджер). Старик говорит Брану, что долго наблюдал за ним и что тот никогда не сможет ходить, но сможет летать.

### В Королевской Гавани
Григор «Гора» Клиган (Хафтор Юлиус Бьёрнссон) лежит при смерти от раны, нанесённой отравленным копьём принца Оберина. Квиберн (Антон Лессер) верит, что может спасти его, с чем великий мейстер Пицель (Джулиан Гловер) не согласен. Несмотря на протесты Пицеля, Серсея Ланнистер (Лина Хиди) изгоняет его из его же лаборатории и поручает лечение Клигана Квиберну, который предупреждает Серсею, что он попытается спасти Клигана, но процедура может «изменить» его.
После Серсея говорит своему отцу, Тайвину (Чарльз Дэнс), что если её вынудят выйти замуж за Лораса Тирелла, то она раскроет любовные отношения со своим братом Джейме (Николай Костер-Вальдау) и объявит, что её дети — их общие.
В подземелье Тирион Ланнистер (Питер Динклэйдж) ожидает своей казни, но вдруг появляется Джейме и помогает ему сбежать. Они прощаются в подземном туннеле, но вместо того, чтобы сразу отправиться на ожидающий его корабль, Тирион пробирается в Башню Десницы. Там он находит Шаю (Сибель Кекилли) в кровати его отца Тайвина и душит её, после чего обнаруживает в уборной самого Тайвина и в разговоре дважды стреляет в него из арбалета. Затем с помощью Вариса (Конлет Хилл) Тирион спасается на корабле, направляющемся в Эссос. Услышав, что колокола в замке бьют тревогу, Варис также решает взойти на корабль.

### В Долине
По пути в Орлиное гнездо Бриенна Тарт (Гвендолин Кристи) и её оруженосец Подрик Пейн (Дэниел Портман) теряют лошадей. Позже они натыкаются на Арью Старк (Мэйси Уильямс) и Пса, Сандора Клигана (Рори Макканн). Бриенна узнаёт Арью и говорит, что поклялась её матери, Кейтилин Старк, спасти и защищать Арью. Но Пса ей не удается убедить в своей преданности: он замечает меч, полученный ей от Ланнистеров, и дело быстро доходит до схватки. После жестокой драки Бриенна сбрасывает Пса с обрыва и безуспешно ищет скрывшуюся Арью. После того как Бриенна с Подриком удаляются, Арья выходит из укрытия и обнаруживает, что Пёс тяжело ранен. Хотя Пёс умоляет Арью добить его, облегчив страдания, она вместо этого забирает его деньги и оставляет умирать. На лошади она добирается до гавани и получает место на корабле, направляющемся в Браавос, с помощью монеты, которую ей дал Якен Хгар.

## Производство

### Сценарий
Этот эпизод включает содержание из двух романов Джорджа Р. Р. Мартина, «Бури мечей», глав Джон X, части Джон XI, Джейме IX и Арья XIII, и «Танца с драконами», глав Дейенерис I, Дейенерис II и Бран II.

### Съёмки
Национальный парк Тингведлир в Исландии послужил местом съёмок схватки между Бриенной и Псом.

## Критика

### Телерейтинги
«Детей» посмотрели 7.09 миллионов американцев в течение премьерного часа, набрав на 32% просмотров больше, чем финал предыдущего сезона.

### Реакция критиков
Эпизод получил всеобщее признание. Все 36 отзывов на Rotten Tomatoes были положительными, а консенсус сайта гласит: «Завершая лучший сезон „Игры престолов“ на сегодняшний день, „Дети“ даёт достаточно удовлетворительную динамику сюжета для финала, в то время как его сюжетные повороты оставляют вас с желанием хотеть ещё большего.»

### Пиратство
Эпизод установил рекорд на BitTorrent, где было произведено 1.5 миллионов загрузок за 12 часов, а также установил рекорд в том, что 250 000 пользователей поделили файл в одно и то же время.

### Награды
Эпизод получил две творческие премии «Эмми» за лучший грим для сериала, мини-сериала, фильма или спец-программы и за лучшие визуальные эффекты. Дэвид Бениофф и Д. Б. Уайсс были номинированы на премию «Эмми» за лучший сценарий к драматическому сериалу за этот эпизод в 2014 году. За этот эпизод, Алекса Грейвза номинировали на премию Гильдии режиссёров США за лучшую режиссуру драматического сериала.

#### Награды и номинации
| Год  | Награды                                      | Категория                                                      | Номинант(ы) | Результат |
| ---- | -------------------------------------------- | -------------------------------------------------------------- | --- | --------- |
| 2014 | Прайм-тайм премия «Эмми»                     | Лучший сценарий драматического сериала                         | Дэвид Бениофф и Д. Б. Уайсс | Номинация |
| 2014 | Творческая премия «Эмми»                     | Лучший сложный грим в сериале                                  | Джейн Уокер и Барри Гауэр | Победа    |
| 2014 | Творческая премия «Эмми»                     | Лучшие специальные визуальные эффекты                          | Джо Бауэр, Йорн Гроссханс, Стив Куллбак, Адам Чейзен, Эрик Карни, Сабрина Герхардт, Мэттью Руло, Томас Х. Шелесни и Роберт Саймон | Победа    |
| 2014 | Hollywood Professional Alliance              | Лучший звук                                                    | Тим Киммел, Оннали Блэнк, Мэтью Уотерс, Пола Фэйрфилд, Брэд Катона и Джед М. Додж                                                 | Номинация |
| 2014 | Hollywood Professional Alliance              | Лучшие визуальные эффкты                                       | Джо Бауэр, Свен Мартин, Йорн Гроссханс, Томас Шелесни и Мэттью Руло                                                               | Победа    |
| 2014 | IGN Awards                                   | Лучший телеэпизод                                              | | Номинация |
| 2015 | Американское общество кинооператоров         | Лучшие достижения в операторской работе в сериале              | Анетт Хелльмигк | Номинация |
| 2015 | Премия Гильдии режиссёров США                | Драматический сериал                                           | Алекс Грейвз | Номинация |
| 2015 | Golden Reel Award                            | Лучший монтаж звука на телевидении, малая форма: FX/Foley      | | Победа    |
| 2015 | Golden Reel Award                            | Лучший монтаж звука на телевидении, малая форма: диалоги / ADR | | Номинация |
| 2015 | Общество специалистов по визуальным эффектам | Лучшие визуальные эффекты в вещательной программе              | | Победа    |